# Видео-игра за једног играча
Видео игра за једног играча или синглплејер (енгл. single-player) јесте врста видео-игре у којој се очекује улаз само једног играча током игре. Синглплејер игра је обично она коју може играти само једна особа док је синглплејер мод само мод у игри намењен за једног играча, иако игра садржи и мод са више играча — мултиплејер.